# ソロモン・ブラザーズ
ソロモン・ブラザーズ（Salomon Brothers）は、1910年にアメリカで設立された名門投資銀行である。1977年にルイス・ラニエリ（Lewis Ranieri）がバンカメのモーゲージを証券化して民間MBSの発行を草分けた。最大手のプライマリ・ディーラーとして発行国債の独占的獲得を謀ってきたが、1991年に不正として露見したのでレポ市場の独占は阻止された。一方、マイケル・ミルケンのドレクセル・バーナム・ランバート（グループ・ブリュッセル・ランバート子会社）が内部者取引を摘発されて穴をあけたジャンク債市場で、ソロモンは10億ドルのポジションを占めた。1997年にトラベラーズグループにより買収され、トラベラーズとシティコープの合併に伴い1998年にスミス・バーニーと統合されシティグループの投資銀行部門であるソロモン・スミス・バーニー (Salomon Smith Barney) となった。

## モルガン系スペシャリスト
ソロモン家は1907年恐慌以前から証券会社向けの金融仲介業を行っていたが、営業日をめぐる親子の対立から息子たちが5000ドルの資本金を用意して独立し1910年にソロモンブラザーズを設立した（Salomon Brothers & Hutzler）。
設立当初のソロモンブラザーズも金融仲介を専業としたが、証券発行と公債・社債取引を営むウォール街スペシャリストの端くれであった。もっとも、創立者のアーサーはジョン・モルガンとアポなしで会える一握りの人物であったという。ソロモン・ブラザーズは1915年、アルゼンチンの短期国債1500万ドルの引受に参加した。第一次世界大戦のとき戦時国債（3rd Liberty Loan Act）が連邦債を氾濫させたので、消化してくれる顧客をソロモン・ブラザーズが探して利益をあげた。1930年までにボストン、シカゴ、フィラデルフィア、ミネアポリス、そしてクリーブランドへ支店を設けた。
ソロモン・ブラザーズは証券取引委員会創立後で初めての社債を発行した（Swift & Company）。第二次世界大戦の戦時国債は生保・年金が引受けたので証券会社の出番は少なかった。

## 私募債とブロック取引
1951年、創業者次男のハーバートが死亡した。私募債専門家ルドルフ（Rudolf Smutny, 1897-1974）がソロモン・ブラザーズの新たな指導者となった。彼は1957-66年に10億ドル以上の私募債発行を手がけたという。1969年にはデュポン・グロア・フォーガン（DuPont, Glore Forgan & Co.）に参加した。1962年キューバ危機で市場が麻痺していたとき、ソロモン・ブラザーズはAT&T社債2.18億ドルの発行を引受けた。1960年代、ニューヨーク証券取引所がオートメーション化してゆくとき、ボストン取引所などの会員権を得て、1969年の株価下落では（店頭ブロック取引によって）M&Aブームをもたらした。
私募債発行業務はお得意様待遇、いわゆるリレーションシップ・バンキング（リレバン）の外観を呈していた。1970年ニューヨーク証券取引所が所属する会員に公企業として活動することを容認し、加えて1978年にはチャンドラ倒産法（Chandler Act）が緩くなって、銀行も企業再編に参加できるようになった（Bankruptcy Reform Act of 1978）。ソロモンをふくむ投資銀行はルートセールスでやっていけなくなり、ブロック取引や公社債引受といった戦略へ切り替え出した。
1970年頃から計量分析アナリスト（quants, quantitative analyst）や数理モデルを駆使したトレード手法をウォール街でいち早く導入した。主要アナリストはシドニー・ホーマー（Sidney Homer）とヘンリー・カウフマン（Henry Kaufman）であった。ホーマーは1923年にエクイタブル生命でキャリアをスタートして、1943-45年レオ・クローリー（Leo Crowley）の外国経済局（Foreign Economic Administration）で働いた。外国経済局はレンドリース管理局の後継であった。カウフマンはソロモンに来るまでニューヨーク連邦準備銀行のエコノミストをやっていた。ソロモンへ来てからは政策批判をくりかえした。
ウィリアム・サイモンは当時のパートナーであったが、ブロック取引のやりすぎで市場のうまみがなくなってゆき、1975年ニューヨークが財政破綻してしまった。サイモンは財務長官としての立場から、ワシントン州が「懲罰的」ベイルアウトを組成するなどと述べた。そこで自治体引受公社（Municipal Assistance Corporation）が創設され、その公社債をソロモンはモルガン・ギャランティ・トラストに付き添って引受けた。1976年にはGEICO、1979年にはクライスラーを救済した。

## ソロモン自身の機関化
1980年代には、著名なトレーダーであるジョン・メリウェザーら率いる債券アービトラージ部門が莫大な利益をあげるなど右肩上がりの成長をつづけた。1981年フィブロ（Phibro Corporation）というエネルギーコンツェルンの傘下に入り、フィブロ・ソロモンに改称するとともにパートナーシップから株式会社に組織変更した。
1986年に経営陣が実権を握りソロモン・インクに改称した。ブラックマンデーの前後から次第に業績は下降に転じたが、それでもコンレール17億ドルの株式上場に参加した。1987年9月末、マクアンドリューズ&フォーブスのロナルド・パールマン（Ronald Owen Perelman）がソロモン・ブラザーズを買収しようとしたが、ソロモン・ブラザーズは拒否した。そこでウォーレン・バフェットがソロモンの優先株7億ドルを購入した。資本金の12%に相当し、発行の3年後から普通株に転換可能となるものであった。1991年に元トレーダーのポール・モーザー（Paul Mozer）が米国債の不正入札に手を染めたことが発覚、ソロモン・ブラザーズは信用を失って、市場を一般機関投資家に明け渡した。その際、ウォーレン・バフェットCEOに経営再建をゆだねることになった。
1990年代、ソロモンやメリルリンチは格付機関とのアレンジメントの下で、仕組み商品向け与信会社を相次いで設立した。
1997年11月、バフェットの仲介でアメリカのトラベラーズ・グループ（Travelers Group）に買収され、トラベラーズ傘下の投資銀行であるスミス・バーニー（Smith Barney）と合併してソロモン・スミス・バーニー（Salomon Smith Barney）となった。さらに、その翌年トラベラーズ・グループがシティコープと合併してシティグループとなり、ソロモンもシティの傘下となった。
シティの投資銀行部門は2000年シュローダーの投資銀行部門を13億ポンドで買収した。2008年には年金サービス業のシティ・ストリートをINGグループに5.78億ユーロで売却した。シティは残った投資銀行部門をリテールとホールに分けて、前者（シティグループ・グローバル・マーケッツ）には「Citi Smith Barney」のブランドを使用した。
最終的に2012年にスミス・バーニーをモルガン・スタンレーに売却しており、「ソロモン・ブラザーズ」のブランドは事実上休止状態にある。世界の国債の重要指数である「ソロモン・ブラザーズ世界国債インデックス(Salomon Brothers World Government Bond Index)」（1986年算出開始）も2003年4月に名称を「シティ世界国債インデックス(Citigroup World Government Bond Index)」に変更し、権利をシティグループ・グローバル・マーケッツに委譲し、2017年8月31日よりFTSE世界国債インデックスとなった。

## 同社と関係する日本人
- 糸瀬茂（元ソロモン・ブラザース・アジア証券職員、元宮城大学教授）
- 金子英樹（元ソロモン・ブラザーズ・アジア証券ヴァイスプレジデント、シンプレクス・ホールディングス創業者・社長）
- 齋藤龍（元ソロモン・ブラザーズ・アジア証券ヴァイスプレジデント、SIMPLEXQUANTUM社長）
- 加野忠（元ソロモン・ブラザーズ銀行在日代表、元ホアゴベット証券会社社長）
- 末永徹（元ソロモン・ブラザーズ・アジア証券職員、フィールズ取締役会長室長）
- 藤原直哉（元ソロモン・ブラザース・アジア証券職員、経済アナリスト）
- 松藤民輔（元ソロモン・ブラザース・アジア証券職員、ジパング社長）
- 松本大（元ソロモン・ブラザース・アジア証券職員、マネックス証券代表取締役CEO・創業者）
- 三上芳宏（元ソロモン・ブラザーズ・アジア証券、トレーディング本部マネジメント・ディレクター、シンプレクス・ホールディングス創業者）
- 明神茂 (元副会長、元チューダー・キャピタル日本法人会長）